# Leon Kluth
Leon Kluth (* 2. Dezember 1992 in Peine) ist ein deutscher Drehbuchautor und Filmregisseur.

## Leben und Arbeit
Nach seinem Abitur studierte er Medienwissenschaften und Kommunikationsdesign an der Hochschule für Bildende Künste Braunschweig. Während des Studiums gründete er mit einem Kommilitonen eine eigene Filmproduktionsfirma. Von 2020 bis 2023 lebte er in Köln und arbeitete in verschiedenen Positionen auf Filmsets und als Editor. 2022 schrieb, produzierte und drehte er den Film Baba Kush. Das Coming-of-Age-Drama spielt fast ausschließlich in einer Telefonzelle und feierte seine Premiere im Oktober 2024 auf den 58. Internationalen Hofer Filmtagen.
Unter dem Namen Papa Damaskus ist er als Zeichner und Illustrator tätig.

## Filmografie (Auswahl)

### Als Regisseur
- 2024: Baba Kush (Spielfilm)
- 2021: Kaff auch Mare Nubium (Kurzspielfilm)
- 2020: Silk Mob – Dahin (Musikvideo)
- 2020: Magda (Kurzspielfilm)
- 2019: Heide-Bäckerei Meyer – Wo ist Sabine? (Werbefilm)
- 2019: Cem – Beyaz (Musikvideo)

### Weitere Tätigkeiten
- 2024: Nachtschicht (Beleuchter)
- 2023: Lueur d'Espoir (1st Assistant Director)
- 2022: O.B. – Let’s do (Setaufnahmeleiter)
- 2021: Generation Tochter (Beleuchter)
- 2020: Rabiye Kurnaz gegen George W. Bush (Kamerapraktikant)